# Trudnoća
 Ovo je glavno značenje pojma Trudnoća. Za druga značenja pogledajte Trudnoća (razdvojba).
Trudnoća (također i drugo stanje, graviditet, gestacija) nastaje usađivanjem oplođene jajne stanice u endometrij maternice. Žena koja je po prvi put trudna naziva se primigravida (prvorotka), a žena koja je više puta rađala je multigravida (višerotka). Za vrijeme trudnoće u maternici žene se razvije jedan ili više plodova. Višeplodna trudnoća uključuje više od jednog potomka, kao na primjer blizance. Trudnoća obično nastaje spolnim odnosom, ali se može dogoditi i postupcima medicinski potpomognute oplodnje. Trudnoća može završiti živorođenim djetetom, spontanim pobačajem, induciranim pobačajem ili mrtvorođenim djetetom. Porod se obično događa oko 40-og tjedna od početka zadnje mjesečnice što je nešto više od devet mjeseci (gestacijska dob), gdje svaki mjesec u prosjeku iznosi 31 dan. Ako se računa od trenutka oplodnje, to je oko 38 tjedana. Embrij ili zametak je potomak u razvoju tijekom prvih osam tjedana nakon oplodnje, (deset tjedana gestacijske dobi) nakon čega se, do rođenja, koristi izraz fetus ili plod. Znakovi i simptomi rane trudnoće mogu uključivati amenoreju (izostanak mjesečnice), osjetljive grudi, jutarnje mučnine (ili u bilo koje doba dana), glad i učestalo mokrenje, svrbež, osjetljivost i napetost u grudima, zatamnjenje areole (područja oko bradavice) i izbočenje malenih žlijezda oko bradavice, plave i ružičaste crte ispod kože na grudima i kasnije na trbuhu te zatamnjenje crte od pupka do pubisa. Trudnoća se može potvrditi kućnim testom trudnoće te laboratorijskim pregledom urina ili krvi.

## Faze začeća
Oplodnja nastaje spajanjem zrele jajne stanice i spermatozoida. Ovulacijom iz de Grafovog folikula zrela jajna stanica dospijeva u lumen jajovoda, gdje biva opkoljena spermatozoidima koji nastoje prodrijeti u nju. Po probijanju vanjske opne jajne stanice i ulaska spermatozoida u nju, dolazi do zgušnjavanja opne koja na taj način sprječava ostale spermatozoide da prodru u nju. Pri prodoru u jajnu stanicu dolazi do miješanja sadržaja spermatozoida s jezgrom jajne stanice. Embrionalni razvitak započinje neposredno nakon oplodnje i odvija se u četiri faze: 
- brazdanje
- formiranje zametnih listića
- osnivanje organa
- histološka diferencijacija organa

Oplođena jajna stanica pod djelovanjem peristaltičkih pokreta jajovoda i vodene struje koja nastaje kretanjem trepetiljki epitela u tubama dospijeva u šupljinu maternice i tada dolazi do nidacije, odnosno implantacije oplođenog jajašca. Usađena jajna stanica naziva se zametak ili embrij. Po završenoj organogenezi, poslije trećeg mjeseca trudnoće, zametak postaje plod, odnosno fetus.

## Trajanje trudnoće
Normalna trudnoća uglavnom traje deset lunarnih mjeseci ili devet kalendarskih mjeseci, odnosno 40 tjedana ili 280 dana iako se normalnom trudnoćom smatra svaka trudnoća koja traje od 38 do 42 tjedna. Ako trudnoća završi prije 28 tjedana, taj se prekid naziva pobačaj jer plod nije sposoban za život izvan maternice. Porođaj je dovršetak trudnoće poslije 28 tjedana. Porođaj između 28. i 38. tjedna trudnoće naziva se prijevremenim porođajem.
Prema vremenu kada se dogodi, porođaj može biti prijevremeni, na vrijeme i kasniji, a novorođenče nedoneseno (nedonošće ili prematurus), doneseno (maturus) ili preneseno (postmaturus). Prema pedijatrijskim parametrima nedonošče je svako novorođenče tjelesne mase manje od 2500 grama.

## Posteljica
Posteljica se stvara krajem trećeg mjeseca trudnoće. Ona ima veoma važnu i višestruku funkciju. Sudjeluje u razmjeni materija između majke i ploda putem difuzije i osmoze, ima zaštitnu ulogu jer štiti plod od infekcija te se u njoj izlučuju hormoni progesteron, hormon koji služi održavanju trudnoće, i estrogen. 

## Dijagnoza trudnoće
Trudnoća se utvrđuje na osnovu anamnestičkih podataka i objektivnog pregleda trudnice. Promjene u organizmu žene izazvane graviditetom nazivaju se znacima trudnoće i dijele se u tri grupe: 
- sigurni znaci trudnoće
- nesigurni znaci trudnoće
- vjerojatni znaci trudnoće

Pod nesigurnim znacima podrazumijevaju se oni znaci koji su karakteristični za trudnoću, ali se jednako mogu naći i kod žena koje nisu gravidne, pa i kod muškaraca. To su mučnine, osjećaj gađenja, pigmentacija na pojedinim dijelovima kože, povećanje trbuha i bokova, promjene u raspoloženju i drugi.

Vjerojatni znaci promjene su koje se manifestiraju na spolnim organima i grudima žene. To su izostanak menstruacije, povećanje i omekšavanje maternice, povećanje dojki i pojava kolostruma odnosno prvog mlijeka, likviditet sluznice vagine i vrata maternice. 
Sigurni znaci trudnoće su postojanje fetusa vidljivog ultrazvučnim nalazom, slušanje srčanih tonova, opipavanje dijelova tijela ploda i prisutnost hormona trudnoće u urinu.
Nakon oplodnje, u organizmu žene se nakon 7 – 10 dana počinju pojavljivati koncentracije hormona hCG (humani korionski gonadotropin), koji se može dokazivati iz urina ili krvi žene.
Biološki testovi koji su se ranije primjenjivali u dokazivanju trudnoće kao što su Galli Mainijeva reakcija, danas više nisu u upotrebi. 
Imunološki testovi koji se danas primjenjuju većinom su zasnovani na upotrebi latex čestica. Može se dokazati prisutnost Humanog horionskog gonadotropina, čija se polipeptidna beta subjedinica upotrebljava u dokazivanju trudnoće (skraćeno b-hCG) u koncentraciji od 25 mIU u urinu žene, što je ekvivalent periodu između četvrtog i petog tjedna trudnoće. Uvijek se uzima uzorak prvog jutarnjeg urina, jer je u njemu koncentracija b-hCG najveća. 
Isto tako, može se napraviti i određivanje koncentracije b-hCG u krvi. Ono se radi desetog dana po ovulaciji, i koncentracija b-hCG u krvi se kod 85 % normalnih trudnoća udvostručuje svakih 72 sata u ranoj trudnoći.

## Razvoj pojedinih organa kod ploda u trudnoći
Srce ljudskog embrija počinje kucati u četvrtom tjednu gestacije. Putem ultrazvuka već od šestog tjedna moguće je pratiti srčane tonove fetusa. U petom tjednu embrij ima oko 80 otkucaja u minuti a u devetom tjednu iznosi oko 165 otkucaja. Pokreti disanja opaženi su u desetom tjednu trudnoće. Razvoj pluća kod embrija započinje u četvrtom tjednu pojavom plućnog pupoljka. Prema većini autora, bubrezi fetusa počinju funkcionirati od trećeg mjeseca gestacije, a do tog zaključka se došlo na osnovi postojanja urina u mokraćnom mjehuru ploda. Do kraja osamnaestog tjedna razvijaju se spolni organi. 